# Monterotondo Marittimo
Monterotondo Marittimo – miejscowość i gmina we Włoszech, w regionie Toskania, w prowincji Grosseto.
Według danych na rok 2004 gminę zamieszkiwało 1205 osób, 11,8 os./km².